# Région métropolitaine de Barcelone
Pour les articles homonymes, voir Barcelona.

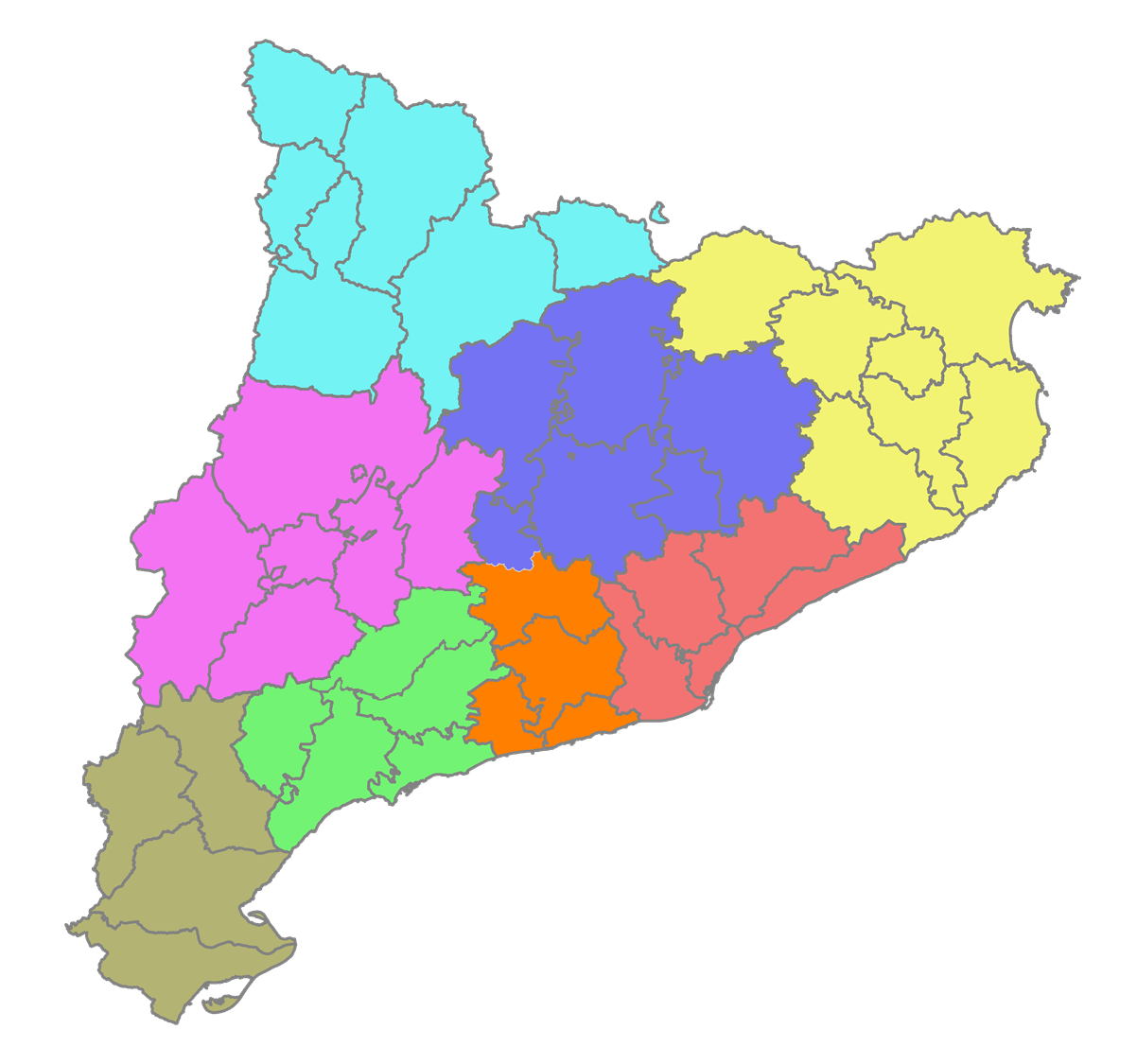
Alt Pirineu i Aran
Àmbit metropolità de Barcelona
Camp de Tarragona
Comarques Centrals
Comarques Gironines
Penedès
Ponent
Terres de l'Ebre

La région métropolitaine de Barcelone (en catalan : Àmbit metropolità de Barcelona, en espagnol : Ámbito metropolitano de Barcelona) est l'un des huit domaines fonctionnels territoriaux définis par le plan territorial général de Catalogne. Elle correspond à la zone urbaine autour de Barcelone.

## Situation

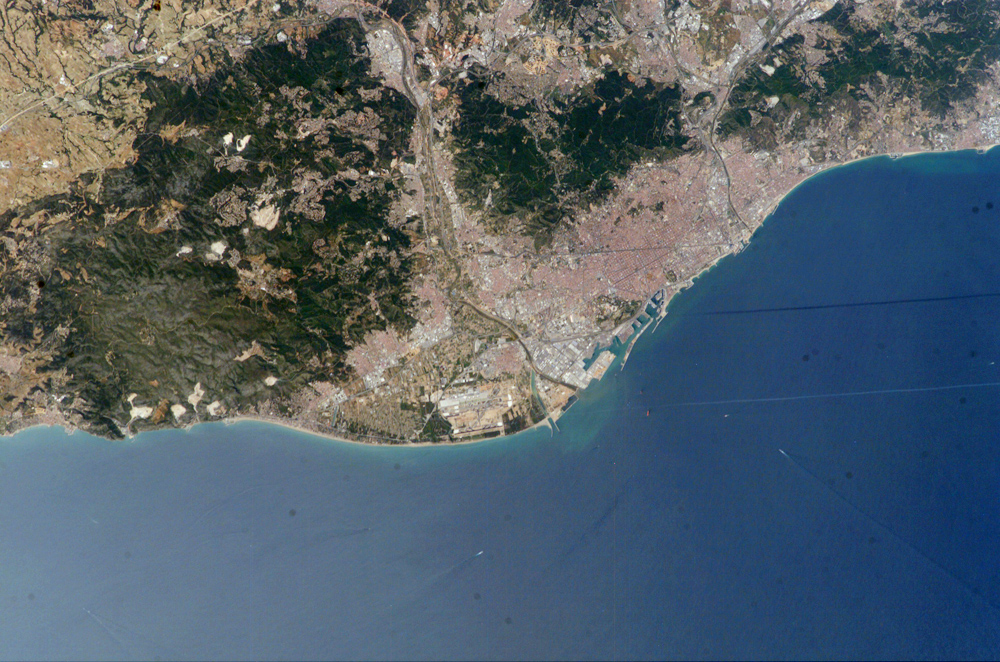
Vue par satellite de la partie centrale de la région métropolitaine de Barcelone

Elle est située dans le centre-est de la Catalogne, sur le littoral de la Méditerranée et s'étend sur 2464,38 km². Barcelone est la commune la plus importante et son centre névralgique.

## Historique
La région doit attendre 1987 et l’approbation des lois d’organisation territoriale par le Parlement de Catalogne pour voir sa création officielle. Elle est ensuite définie dans le plan territorial général de Catalogne adopté en 1995 comme une des sept régions territoriales. Enfin, elle constitue l'une des sept vigueries prévues dans le projet de loi sur l'organisation de la Catalogne de 2010.

## Démographie
Elle comprend une population de 4 849 691 habitants (en 2018) avec une densité de 1967,9 habitants au km². 

## Caractéristiques
Elle intègre les comarques du Baix Llobregat, du Barcelonès, du Maresme, du Vallès Occidental et du Vallès Oriental, c’est-à-dire Barcelone et sa zone d’influence économique.
Elle est actuellement une des 10 plus grandes agglomérations métropolitaines européennes et occupe une position centrale entre les zones industrielles des axes majeurs de développement économique de l’ouest de la Méditerranée. Des près de deux millions de lieux de travail existants dans la région, presque un tiers proviennent de l’activité industrielle. La région métropolitaine de Barcelone occupe à peine 10 % du territoire de la Catalogne, mais concentre 68 % de sa population. En termes de densité de population elle est la deuxième d’Europe, dépassée seulement par la région parisienne (3 202 habitants/km²).
Elle concentre 58 % des infrastructures industrielles catalanes et génère près de 70 % du PIB de la Catalogne et 12 % de celui de l’Espagne. Elle est donc le moteur économique d’une région européenne de premier ordre, et offre de plus une grande diversité industrielle. 
La région est territorialement équivalente à la Vegueria de Barcelona définie par l’Informe Roca, division territoriale qui a pu s’officialiser grâce au Statut d’autonomie de la Catalogne de 2006.
En avril 2008, le département de la politique territoriale et des travaux publics de la Generalitat de Catalunya présenta l’avant-projet de plan territorial métropolitain de Barcelone, qui délimite notamment des espaces d’intérêt paysager et stratégique à préserver et qui prévoit un réseau routier et ferroviaire de qualité qui fasse face l’accroissement urbain à venir.

### Typologie
Le principal élément structurant le développement urbain est la présence de deux zones distinctes disposées du nord-est au sud-ouest, parallèlement à la côte, qui sont la Serralada Litoral et la Serralada Prelitoral. La Prelitoral montre des élévations majeures de plus ou moins 1 100 à 1 700 mètres d’altitude. La Litoral ne monte pas au-delà des 700 mètres d’altitude. Ces deux espaces sont liées par deux corridors naturels: la dépression prélitorale qui comprend le Penedès et la plaine du Vallès seulement séparés par une petite colline sur la rive gauche du fleuve Llobregat. L’autre corridor est l’ouverture centrale de l’étroite plaine côtière, où s’est bâtie la ville de Barcelone. Les cours d’eau suivent en général l’orientation de la dépression pré-littorale, à l’image des rivières Anoia, Tordera ou Mogent, mais le centre du corridor est traversé par des rivières et ruisseaux qui vont du nord vers le sud, comme le Ripoll, la Rubí ou le Llobregat qui créent des axes transversaux naturels. La plaine littorale est traversée par de petites rivières et ruisseaux dont le débit s’avère très variable, en raison de la proximité de la mer et des caractéristiques climatiques telle que la grande irrégularité du niveau de précipitations.
Cette disposition représente une difficulté pour les communications naturelles entre le littoral et l’arrière-pays, mais l’existence du Llobregat et du Besòs a permis de franchir ces barrières naturelles et t’établir des axes fiables de communication.

### Carte administrative
Le territoire métropolitain est divisé par plusieurs entités administratives. Cette coexistence permet de satisfaire aux demandes des citadins à plusieurs niveaux de proximité, mais affectent le développement et notamment la planification territoriale.

Carte commarquale et municipale
Alt Penedès
Baix Llobregat
Barcelonès
Garraf
Maresme
Vallès Occidental
Vallès Oriental

Actuellement la région est composée de 164 communes, qui ont une superficie moyenne de 19,7 km²: 27 dans l’Alt Penedès, 30 dans le Baix Llobregat, 5 dans le Barcelonès, 6 dans le Garraf, 30 dans le Maresme, 23 dans le Vallès Occidental et 43 dans le Vallès Oriental. La commune la plus peuplée est Barcelone, avec 1 595 110 habitants. Il existe un nombre relativement élevé de communes, malgré les nombreux changements survenus au fil du temps. Cette caractéristique oblige la planification territoriale au niveau régional et non au niveau communal, et donc la préparation de plans d’organisation municipale de planification (POUM).

### Division comarquale
La principale fonction des comarques est de soutenir les administrations locales dans les domaines pour lesquels, par manque de ressource, en raison d’une limitation territoriale ou d’un autre handicap, elles ne peuvent développer leurs propres orientations.
La région métropolitaine de Barcelone comprend sept comarques :
- Baix Llobregat: 781 749 habitants
- Barcelonès: 2 235 578 habitants
- Maresme: 420 521 habitants
- Vallès Oriental: 386 465 habitants

Jusqu'à 2017:
- Alt Penedès: 101 758 habitants
- Garraf: 140 412 habitants

### Aire métropolitaine
L'aire métropolitaine de Barcelone, composée de 36 communes sur une superficie de 636 km2, est responsable de l'aménagement du territoire, de l'urbanisme et de la réalisation des infrastructures d'intérêt métropolitain comme les transports en commun.

## Occupation et utilisation du sol

### Évolution du peuplement
Dans les cinquante dernières années peuvent se distinguer trois phases différentes du processus du peuplement de l’àmbit metropolità: croissance intensive, redistribution de la population sur le territoire, puis reprise de la croissance démographique grâce à l’immigration étrangère.
Dans les années 1950, 1960 et au début des années 1970 se produit une forte arrivée de populations venant du reste de l’Espagne, qui cherchent alors à s’installer dans des zones plus densément peuplées comme Barcelone et près des communes plus prospères. La région va alors voir sa population croître de 2 275 585 de personnes, c’est-à-dire doubler.
Dès les années 1980 et 1990, la population va se maintenir entre 4 238 876 et 4 228 048 habitants. À cette période de forts mouvements de redistribution interne apparaissent, caractérisés par le déplacement d’habitants des zones les plus peuplées du centre vers les zones moins denses de la première et de la seconde couronne. Cela est dû à la disponibilité accrue de logements en dehors des zones denses, à la recherche de la part des Barcelonais d’un cadre de vie différent et à l’amélioration de l’accessibilité des zones plus éloignées du centre. Entre 1981 et 1996, les cinq communes les plus denses (l’Hospitalet de Llobregat, Santa Coloma de Gramanet, Barcelone, Cornellà de Llobregat et Badalone) enregistrèrent les pertes de population les plus fortes, au profit des communes plus petites. Ainsi, certaines communes du Baix Maresme, du Vallès ou du Garraf doublèrent voire triplèrent leur population.
À partir de la fin des années 1990 une augmentation du taux de natalité ainsi que l’arrivée de forts contingents migratoires en provenance d’autres pays vont relancer la croissance démographique. Par exemple, le nombre de citoyens d’origine extracommunautaire est passé de 88 049 à 516 968 entre 2000 et 2006.

### Carte d'utilisation des sols

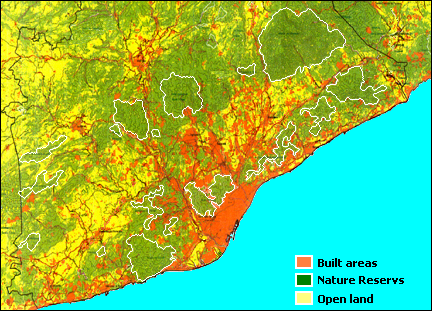
Zones urbanisées: villes, zones résidentielles, zones industrielles et infrastructures
Zones boisées: réserves naturelles et zones protégées telles que Collserola ou le Parc naturel du Garraf
Zones agricoles et champs: notamment vignes ou champs irrigués

### Mobilité et infrastructures de transport

#### Autorité du transport métropolitain
|              | Population | Superficie | Densité |
| Barcelone    | 1.595.110  | 101        | 15.793  |
| 1re couronne | 1.555.270  | 532        | 2.923   |
| 2e couronne  | 1.456.937  | 1.362      | 1.070   |
| 3e couronne  | 747.810    | 2.273      | 329     |
|              | 5.355.127  | 4.268      | 1.255   |

Étendue des infrastructures de l’Autorité du transport métropolitain (ATM) : en vert les communes appartenant à l’aire métropolitaine et en rouge les communes des 2e et 3e couronnes accueillant des infrastructures de transport urbain

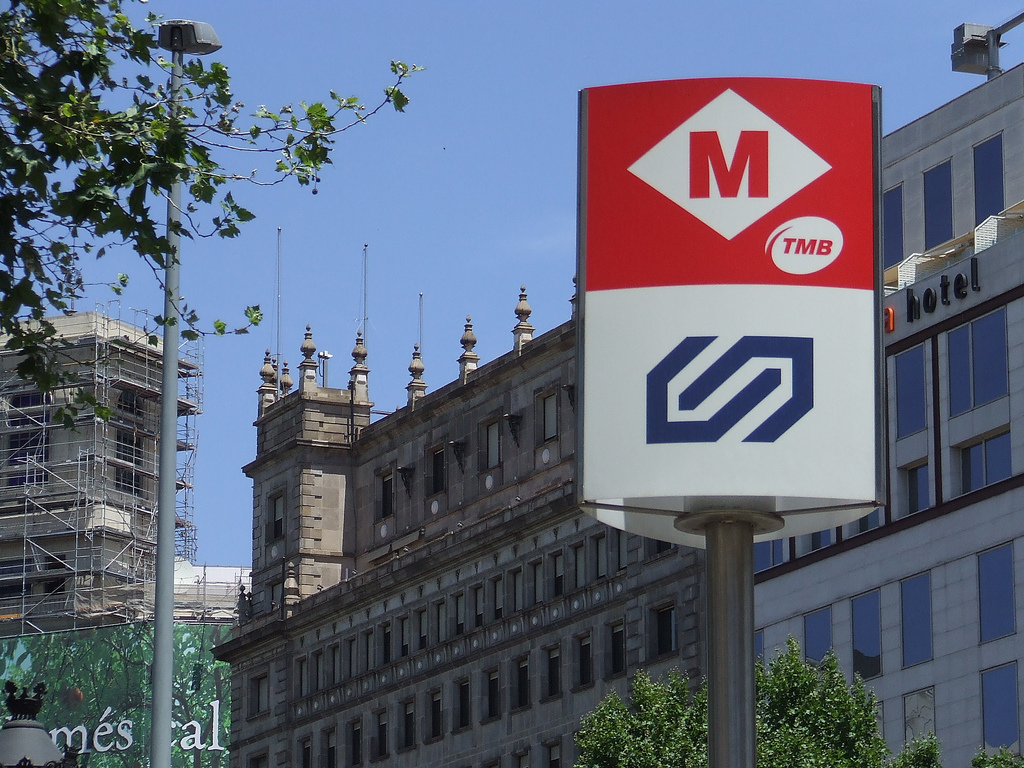
Transports de la région métropolitaine de Barcelone, exploités par l’ATM.

- La première couronne forme l’aire métropolitaine de Barcelone. Il s’agit d’une zone urbaine continue qui inclut la commune de Barcelone ainsi que d’autres telles que L'Hospitalet de Llobregat, Badalone, Sant Adrià de Besòs ou Santa Coloma de Gramenet.
- La deuxième couronne est considérée comme l’aire métropolitaine adjacente, formant une ceinture de communes telles que Vilanova i la Geltrú, Vilafranca del Penedès, Martorell, Terrassa, Sabadell, Granollers ou Mataró.
- La troisième couronne est un territoire d’expansion urbaine à travers les corridors fluviaux et les dépressions, comprenant des communes telles que Manresa, Igualada et Vic, ainsi qu’au long de la côte méditerranéenne, avec Blanes ou El Vendrell.